# 坂井辰史
坂井 辰史（さかい たつふみ、1959年8月27日-）は、日本の銀行家。元みずほフィナンシャルグループ社長。

## 来歴・人物
石川県金沢市出身。神戸高校、東京大学法学部を卒業し、1984年に日本興業銀行に入行した。2013年みずほフィナンシャルグループ常務執行役員に就任し、2016年にみずほ証券社長を経て、2018年みずほフィナンシャルグループ社長に就任した。2022年辞任。